# Втрати у російсько-грузинській війні (2008)
Російсько-грузинська війна тривала п'ять днів — з 7 по 12 серпня 2008 року. З боку Грузії було задіяно 29 тис. військових, мобілізаційний резерв — від 60 тис. до 100 тис. осіб. Південна Осетія задіяла близько 3 тис. осіб особового складу, Абхазія – близько 5 тис. бойовиків, Росія – близько 29 тис. (10 тис. осіб у Південній Осетії та 9 тис. — в Абхазії).
За даними, опублікованими у ЗМІ, з боку Грузії в операції брало участь 240 танків та до 300 бронемашин. З боку Росії, Південної Осетії та Абхазії — до 200 танків та близько 700 бронемашин. З кожного боку – близько 300 артилерійських систем. Грузія мала у розпорядженні 12 бойових літаків Су-25 та 40 бойових вертольотів проти 150–200 літаків та 30–40 вертольотів біля Росії, Абхазії та Південної Осетії. З боку Грузії у війні брали участь 17 кораблів, близько десяти — з боку Росії та її сателітів.

## Людські втрати

### Росія
За інформацією заступника начальника Генштабу ЗС РФ Анатолія Ноговіцина, на 13 серпня втрати російських військовослужбовців налічували 74 особи загиблими, 19 зниклими безвісти, 171 — пораненими. У списку загиблих російських військових російського агентства "Регнум" значиться 72 особи.
У лютому 2009 року заступник міністра оборони генерал армії Микола Панков назвав іншу оцінку: загинули 64 військовослужбовці (згідно з прізвищем), 3 зникли безвісти і 283 отримали поранення. Однак у серпні заступник міністра закордонних справ Григорій Карасін повідомив про 48 загиблих та 162 поранених.
За даними Грузії, Росія суттєво занизила свої втрати. Так 12 серпня президент Грузії Міхеїл Саакашвілі заявив, що ЗС Грузії знищили 400 російських солдатів. Грузинське інформаційне агентство «Медіаньюс» поширювало відомості про втрати серед російських військовослужбовців і техніки, що багаторазово перевищує дані про втрати, озвучені як російською стороною, так і офіційними особами Грузії: «В результаті боїв у Цхінвальському регіоні російська 58-а армія втратила 1789 солдатів, 178 танків, 81 бойову машину, 45 бронетранспортерів, 10 пристроїв „Град“ та 5 установок „Смерч“».

### Грузія
Втрати збройних сил Грузії, за офіційними даними, склали 170 осіб вбитими та зниклими безвісти, 1964 — пораненими (включаючи резервістів та поліцейських). Зникли безвісти десять військовослужбовців та 14 поліцейських. Втрати серед мирних жителів становили 228 осіб.
Журналісти російської газети «Коммерсантъ», які перебували в Тбілісі 11 серпня, цитували неназваного офіцера грузинської армії, за словами якого його підрозділ лише у шпиталь у Горі доставив майже 200 убитих грузинських солдатів та офіцерів із Південної Осетії.

### Південна Осетія
17 вересня 2008 року генеральний прокурор Південної Осетії Таймураз Хугаєв сказав в інтерв'ю про 1694 загиблих у війні, включаючи 32 військовослужбовці та співробітники «МВС» республіки.
3 липня 2009 року голова Слідчого комітету при прокуратурі РФ (СКП) Олександр Бастрикін заявив, що жертвами конфлікту стали 162 мирні жителі і 255 отримали поранення.

### Абхазія
Під час штурму Кодорської ущелини абхазькі сепаратисти, за власними даними, втратили 1 людину вбитою та 2 — пораненими.
За інформацією одного з грузинських блогерів, у другій половині дня 9 серпня на підступах до Кодорської ущелини підрозділами Грузії було відбито дві атаки супротивника, при цьому загинуло 9 абхазьких та 7 російських військовослужбовців.

## Втрати військової техніки

### Росія
Росія офіційно втратила в конфлікті чотири літаки, з них три штурмовики Су-25 та один розвідник Ту-22М. Крім того, відомо, що після закінчення бойових дій у ніч з 16 на 17 серпня внаслідок нещасного випадку при посадці згорів вертоліт Мі-8 прикордонної служби ФСБ РФ. У липні 2009 року в журналі Moscow Defence Brief була опублікована стаття, в якій йдеться про збиття шести літаків ВПС Росії, та наводяться обставини втрати кожного з них; автор статті Антон Лавров стверджує, що три із шести збитих літаків могли бути вражені «дружнім вогнем».
Секретар Ради національної безпеки Грузії Олександр Ломая та міністр Грузії з питань реінтеграції Темур Якобашвілі заявили 8 серпня про збиття у зоні конфлікту 4 російських літаків; ведуться пошуки уламків і пілота, що катапультувався. Вже після війни Грузія стверджувала, що збила не менше 21 російського літака
Втрати російської наземної техніки під час війни незалежними та анонімними дослідниками оцінюються в три танки — Т-72Б(М), Т-62М і Т-72, щонайменше 20 броньованих і 32 неброньовані машини, втрачені в бою. У ДТП постраждали ще кілька транспортних засобів. Під час одного бою грузинські війська знищили 25 з 30 машин російської військової частини під командуванням генерала Анатолія Хрульова. Російські військові не мали втрат у артилерії, протиповітряній обороні та військово-морських силах. За даними «Независимой газеты», п’ятиденна війна коштувала Росії приблизно 12,5 мільярдів рублів, а щоденна — 2,5 мільярда рублів..
Голова РНБО Грузії Олександр Ломая 9 серпня 2008 заявив, що тільки в цей день грузинськими силами у Південній Осетії підбито 10 одиниць російської бронетехніки.
За даними, зібраними на основі фотографій та відео з відкритих джерел дослідницькою групою «Oryx», Росія безповоротно втратила в ході війни 68 одиниць техніки, серед яких — 3 танки, 24 ББМ, 8 літаків та 2 гелікоптери.

### Південна Осетія
За словами старшого військового начальника МС (миротворчих сил?) від РСО-Аланія полковника Казбека Фрієва війська Південної Осетії втратили дві БМП-2, виведено з ладу 3 бронетранспортери, 3 автомобілі. Є відомості, підтверджені фотографіями, про підбитий у Цхінвалі танк Т-55 зі складу окремої танкової роти армії Південної Осетії.
За даними, зібраними на основі фотографій та відео з відкритих джерел дослідницькою групою «Oryx», Південна Осетія втратила 1 танк Т-55, 2 ББМ, 1 САУ «Гвоздика» та 4 одиниці автомобільної техніки.

### Грузія
За даними Росії, ВМС Грузії втратили в бою в Чорному морі один катер. У Поті чотири човни опинилися під водою. Було захоплено дев'ять надувних човнів з жорстким корпусом.
Дві самохідні гаубиці грузинської армії DANA були знищені в бою, а дві DANA були захоплені в Горі та поблизу нього. Ще 20 артилерійських одиниць, у тому числі 120 мм міномети, залишилися в тилу ворога. Після бойових дій було захоплено шість 2S7 Pions. Також було захоплено дві ракети-носії «Бук-М1» та їх транспортні навантажувачі, а також до п’яти ЗРК «ОСА-АКМ». Російські військові захопили 1728 одиниць вогнепальної зброї на базі Другої піхотної бригади Сенакі.
У мережі Інтернет є фотографії 9 знищених у Цхінвалі та околицях грузинських танків (всі — Т-72), а також фотографії близько 20 танків, кинутих грузинськими військовослужбовцями та підірваних бійцями 42 мотострілецької дивізії.
Міністр оборони Грузії Давіт Кезерашвілі заявив, що Грузія втратила матеріальних засобів на суму 250 мільйонів доларів. За словами президента Грузії, Міхеіла Саакашвілі, його країна врятувала 95 % своїх збройних сил.
За даними, зібраними на основі фотографій та відео з відкритих джерел дослідницькою групою «Oryx», Грузія безповоротно втратила 185 одиниць техніки в ході війни, в тому числі 44 танки різних модифікацій Т-72, 33 ББМ, 34 артилерійські системи, 3 літаки Ан-2, 3 гелікоптери та 9 кораблів і катерів.

## Загибель журналістів
8 серпня 2008 року вбиті вогнем осетинських бойовиків Олександр Климчук (співпрацював з ІТАР-ТАРС, Російський Newsweek) та Григол Чихладзе.